# バード島 (アリューシャン列島)
バード島 (バードとう、アレウト語: Kitnamax) とは、アリューシャン列島フォックス諸島を構成する一つの島である。

## 地理
島はウムナック島オッター湾の南に位置する。

## 歴史
1852年ミハイル・テベンコフによって記録された。島の名前は、(ロシア語: ПтицыОстров) の翻訳によって名付けられた。